# Gole di Gazzara
Le gole di Gazzara costituiscono un canyon naturale nel territorio di Caltavuturo, comune italiano della città metropolitana di Palermo in Sicilia.
Rappresentano una delle principali attrazioni del comune madonita.